# Dillon Dubé
Dillon Dubé (* 20. Juli 1998 in Golden, British Columbia) ist ein kanadischer Eishockeyspieler, der seit Juli 2024 beim HK Dinamo Minsk in der Kontinentalen Hockey-Liga (KHL) unter Vertrag steht. Zuvor verbrachte er über sieben Jahre in der Organisation der Calgary Flames in der National Hockey League (NHL).

## Karriere
Dillon Dubé spielte in seiner Jugend unter anderem für die Notre Dame Hounds sowie die Notre Dame Argos in der kanadischen Provinz Saskatchewan. Im Bantam Draft der Western Hockey League (WHL) wurde er im Jahre 2013 an 21. Position von den Kelowna Rockets ausgewählt und debütierte für das Team im Rahmen der Playoffs 2014. Mit Beginn der Spielzeit 2014/15 lief der Angreifer regelmäßig für die Rockets in der WHL auf, der ranghöchsten Juniorenliga der Region, und gewann mit der Mannschaft am Ende seines Rookie-Spieljahrs prompt die Playoffs um den Ed Chynoweth Cup. Zur Saison 2015/16 steigerte er seine persönliche Statisti deutlich auf 66 Scorerpunkte aus 65 Spielen und nahm am CHL Top Prospects Game teil, sodass er im NHL Entry Draft 2016 an 56. Stelle von den Calgary Flames berücksichtigt wurde. Nach einem weiteren Jahr in Kelowna unterzeichnete der Kanadier im März 2017 einen Einstiegsvertrag bei den Flames und gab wenig später bei deren Farmteam, den Stockton Heat, sein Profidebüt in der American Hockey League (AHL).
Anschließend kehrte Dubé für eine letzte Saison nach Kelowna zurück, in der er 84 Punkte in 53 Spielen verzeichnete und infolgedessen ins WHL West Second All-Star Team gewählt wurde. Nachdem er weitere sechs AHL-Einsätze für Stockton absolviert hatte, erspielte er sich im Rahmen der Vorbereitung auf die Spielzeit 2018/19 einen Platz im Aufgebot der Flames, sodass er im Oktober 2018 in der National Hockey League (NHL) debütierte. Im Verlauf der Saison 2019/20 etablierte er sich schließlich in Calgarys Kader.
Im Januar 2024 wurde bekannt, dass Dubé neben Carter Hart, Michael McLeod, Callan Foote und Alex Formenton der gemeinschaftlichen sexuellen Nötigung beschuldigt wird, die im Juni 2018 stattgefunden haben soll. Das diesbezügliche Gerichtsverfahren steht noch aus. Sein auslaufender Vertrag wurde im Sommer 2024 nicht verlängert, sodass er sich dem HK Dinamo Minsk aus der Kontinentalen Hockey-Liga (KHL) anschloss.

### International
Auf internationaler Ebene sammelte Dubé im Rahmen des Ivan Hlinka Memorial Tournament 2015 erste Erfahrungen und gewann dort mit der kanadischen U18-Auswahl die Goldmedaille. Anschließend vertrat der Angreifer die U20-Nationalmannschaft seines Heimatlandes bei der U20-Weltmeisterschaft 2017, wobei das Team im Endspiel nach Shootout an den Vereinigten Staaten scheiterte und somit die Silbermedaille erhielt. Im Folgejahr führte Dubé das Team Canada jedoch als Kapitän zum U20-Weltmeistertitel.

## Erfolge und Auszeichnungen
- 2015 Ed-Chynoweth-Cup-Gewinn mit den Kelowna Rockets
- 2016 Teilnahme am CHL Top Prospects Game
- 2018 WHL West Second All-Star Team

### International
- 2015 Goldmedaille beim Ivan Hlinka Memorial Tournament
- 2017 Silbermedaille bei der U20-Weltmeisterschaft
- 2018 Goldmedaille bei der U20-Weltmeisterschaft

## Karrierestatistik
Stand: Ende der Saison 2023/24

### International
Vertrat Kanada bei:
- Ivan Hlinka Memorial Tournament 2015
- U20-Weltmeisterschaft 2017
- U20-Weltmeisterschaft 2018

(Legende zur Spielerstatistik: Sp oder GP = absolvierte Spiele; T oder G = erzielte Tore; V oder A = erzielte Assists; Pkt oder Pts = erzielte Scorerpunkte; SM oder PIM = erhaltene Strafminuten; +/− = Plus/Minus-Bilanz; PP = erzielte Überzahltore; SH = erzielte Unterzahltore; GW = erzielte Siegtore; 1 Play-downs/Relegation; Kursiv: Statistik nicht vollständig)